# Дипломатический словарь
Дипломатический словарь — справочник, содержащий большой научно-справочный материал по дипломатии и международным отношениям. Издавался в СССР на протяжении 1948—1986 годов на русском языке.

## Аннотация
Словарь содержит сведения о внешней политике и дипломатии СССР, истории международных отношений и дипломатии, по дипломатической практике и дипломатическому протоколу, по международному праву, о международных экономических отношениях, международных конгрессах и конференциях, о важных межгосударственных переговорах. «Дипломатический словарь» также даёт краткие данные о выдающихся дипломатах и государственных деятелях, внесших значительный вклад в историю международных отношений. Издание рассчитано не только на лиц, работающих в области международных отношений, но и на широкий круг читателей, которых интересуют вопросы внешней политики, дипломатии и международных отношений.

## Издания
Первое издание вышло в 1948—1950 годах под редакцией А. Я. Вышинского и С. А. Лозовского в двух томах: первый том вышел в 1948 году, второй — в 1950 году.
Второе издание вышло в 1960—1964 годах под редакцией А. А. Громыко, С. А. Голунского и В. М. Хвостова в трех томах: первый том вышел в 1960 году, второй — в 1961 году и третий — в 1964 году.
Третье издание вышло в 1971—1973 годах под редакцией А. А. Громыко, И. Н. Земскова и В. М. Хвостова в трех томах: первые два тома вышли в 1971 году, третий — в 1973 году.
Четвертое издание вышло в 1984—1986 годах под редакцией А. А. Громыко, А. Г. Ковалёва, П. П. Севостьянова и С. Л. Тихвинского в трех томах: первый том вышел в 1984 году, второй — в 1985 году и третий — в 1986 году.